# Luciano Djim
Luciano Ray Djim (Bangui, 3 augustus 1978) is een voormalig Centraal-Afrikaans profvoetballer. Hij speelde als spits. Djim is vooral bekend uit zijn periode bij RSC Charleroi en RAA Louviéroise.

## Biografie

##### Bangui & Charleroi
Djim begon zijn carrière bij SC Bangui in de Centraal-Afrikaanse Republiek, daar werd hij in 1997 opgemerkt door Charleroi, bij Charleroi kon hij nooit zo hard openbloeien als hij in zijn geboorteland deed. Charleroi haalden sinds zijn komt nooit een hogere eindstand dan de 13de plaats, met zelfs een 16de plaats in zijn laatste seizoen bij hen. 

##### RAAL & Visé & Namen
In 2001 trok hij naar RAAL hier was hij voor 1 seizoen titularis. Hierna ging hij naar Visé, in de Tweede Klasse, hier kon hij nooit een vaste waarde worden. Na 2 jaar waarin hij maar 1 maal wist te scoren in 18 wedstrijden ging Djim nog een divisie lager spelen in de voetbalpiramide. Bij Namen was hij titularis voor 1 seizoen, in dat seizoen scoorde hij 9 maal. iets wat hij nooit meer in de Belgische nationale reeksen zou realiseren. 

##### Europees avontuur
Na dit jaar bij Namen vertrok hij naar Duitsland, bij VfR Mannheim ging hij in de 4de klasse van het Duitse voetbal spelen. Hier was hij titularis, maar Djim vertrok al na een half seizoen. Mannheim eindigde dat seizoen in de grijze middenmoter. Hierna volgde anderhalf jaar in Slowakije, bij Senec wist hij promotie naar de Slowaakse Corgon liga te realiseren. Hier was hij gek genoeg basisspeler, zijn scorend vermogen bleef echter uit. 

##### Herfst van Djim's carrière
Na dit seizoen stopte Djim even met voetballen, hierna begon hij weer bij Sérésien in de Belgische Vierde klasse. Hier speelde hij over 2 seizoenen 50 wedstrijden waarin hij 14 maal scoorde. Na deze 2 seizoenen speelde Djim nog enkele seizoenen in de Belgische provincialen reeksen, hoeveel hij hier speelde is niet bekend.  

## Statistieken
| Seizoen   | Club                    | Land                          | Competitie                 | Wedstrijden | Doelpunten |
| --------- | ----------------------- | ----------------------------- | -------------------------- | ----------- | ---------- |
| 1996      | Sporting Club de Bangui | Centraal-Afrikaanse Republiek | Première Division          | 27          | 12         |
| 1997/1998 | RSC Charleroi           | België                        | Jupiler Pro League         | 13          | 3          |
| 1998/1999 | RSC Charleroi           | België                        | Jupiler Pro League         | 27          | 2          |
| 1999/2000 | RSC Charleroi           | België                        | Jupiler Pro League         | 10          | 0          |
| 2000/2001 | RSC Charleroi           | België                        | Jupiler Pro League         | 9           | 0          |
| 2001/2002 | RAA Louviéroise         | België                        | Jupiler Pro League         | 27          | 5          |
| 2002/2003 | CS Visé                 | België                        | Tweede klasse              | 9           | 1          |
| 2003/2004 | CS Visé                 | België                        | Tweede klasse              | 9           | 0          |
| 2004/2005 | Union Namen             | België                        | Derde klasse               | 26          | 9          |
| 2005/2006 | VfR Mannheim            | Duitsland                     | Oberliga Baden-Württemberg | 14          | 5          |
| 2005/2006 | FC Senec                | Slowakije                     | 2. Liga                    | 12          | 5          |
| 2006/2007 | FC Senec                | Slowakije                     | Corgoň liga                | 20          | 3          |
| 2008/2009 | RFC Sérésien            | België                        | Derde klasse               | 0           | 0          |
| 2009/2010 | RFC Sérésien            | België                        | Vierde klasse              | 24          | 7          |
| 2010/2011 | RFC Sérésien            | België                        | Vierde klasse              | 26          | 7          |
|           |                         |                               | Totaal                     | 253         | 59         |